# Drei-Waller-Kapelle
Die Drei-Waller-Kapelle befindet sich im nordwestlichen Gemeindegebiet von Dorfgastein an der Grenze zu Lend im Land Salzburg und wurde in den Jahren 1969 bis 1973 nach Plänen des Architekten Clemens Holzmeister neu errichtet.

## Geschichte
Vor dem 11. Jahrhundert, als es noch keinen Geh- oder Fahrweg durch die gefährliche Gasteiner Klamm gab, wurde der Übergang vom Salzachtal ins Gasteinertal, an dessen Passhöhe die Drei-Waller-Kapelle steht, gerne benutzt. Es soll auch eine Opfer- und Kultstätte an diesem Rastplatz gegeben haben. 
Der Sage nach lebten dort in den Gebirgswäldern drei heilige Väter, die Waller bzw. Wallner, die nahe beieinander begraben worden sein sollen.
An deren vermuteten Gräbern wurden im Laufe der Zeit drei einfache kleine Hütten („Yberzimmer“) errichtet.
Die erste schriftliche Erwähnung aus dem Jahr 1592 spricht vom Bau einer Holzkapelle.
Am 6. Juli 1616 berichtete der Pfarrer zu Hof, Johann Pinder, dass auf dem Berg „bey den drey Wallnern“ jährlich mehrere große Wallfahrten stattfanden.
Dabei legten die Wallfahrer an diesem Platz gerne eigentümliche aus Holz geschnitzte Köpfe mit Haarzotten ab.
Im Sommer 1621 fanden 6 Klafter tiefe Grabungen in der unteren Hütte und zwischen den beiden oberen Hütten statt, außer einem kopfgroßen Loch wurde aber nichts Besonderes gefunden.
Laut einem Bericht vom 27. August 1686 seien aber auch drei im Felsen sichtbare Fußstapfenabdrücke der drei Waller gefunden worden.
1739 erfolgte eine weitere Grabung rund um die Kapelle nach Spuren der drei Waller durch Pater Eliland Bayr von Schwarzach, der die Fußspuren der drei Waller in den Felsen in der Nähe der Kapelle erwähnte, aber keine Zeichen für eine Bestattung fand. 
Am 22. Januar 1740 befahl das Salzburger Konsistorium, die niedergekommene Kapelle abzureißen und stattdessen ein Kreuz oder ein Muttergottesbild aufzurichten. Außerdem sollten alle Bilder und die geschnitzten, behaarten Holzköpfe endgültig entfernt werden.
Am 25. Juli 1800 baten die Bauern aus Unterberg um Erlaubnis, wieder eine Kapelle bauen zu dürfen, was am 20. August bewilligt wurde.
In den Jahren 1969 bis 1973 wurde schließlich an Stelle der alten baufälligen Kapelle eine neue Blockhauskapelle nach Plänen von Clemens Holzmeister errichtet, die am 22. Juni 1975 von Erzbischof Karl Berg eingeweiht wurde.

## Beschreibung
Die Drei-Waller-Kapelle ist ein rechteckiger Holzblockbau mit Satteldach und Dachreiter.

## Ausstattung
Am barocken Altärchen steht ein Altarbild Guter Hirte. Das Oberbild zeigt den hl. Georg.
Auf der linken Seite befindet sich ein Bild der hl. Solangia.
Das Bild rechts, Mariä Aufnahme in den Himmel mit einer Darstellung der drei Waller, ist mit dem „renoviert 1839“ bezeichnet.
Am Balken des spätgotischen Kruzifixes steht die Jahreszahl 1619.